# Амараих, Андон
Андон Амараих (24 августа 1932, остров Та, Мортлок, Острова Чуук, подопечная территория Тихоокеанские острова — 26 января 2010, Гонолулу, Гавайи) — микронезийский политический деятель, министр иностранных дел Микронезии (1979—1991).

## Биография
Окончил Центральную школу Тихоокеанских островов.
В 1951—1952 гг. — учитель начальной школы.
В 1955—1956 гг. — в аппарате окружного суда Чуука,
в 1956—1966 гг. — главный Общественный защитник.
Затем — в окружной администратор по связям с общественностью в правительстве Подопечной территории Тихоокеанских Островов, под управлением Соединенных Штатов.
В 1959—1965 гг. — член колониального окружного законодательного совета,
в 1965—1974 гг. — член Сената Чуука.
В 1976—1987 гг. — председатель комиссии по будущему политическому статусу, затем глава делегации на переговорах с США по Договору о свободной ассоциации.
В 1975 г. являлся членом комитета по созыву Учредительного собрания Микронезии.
В 1979—1991 гг. — министр иностранных дел Микронезии.
В 1990 г. назначен членом, а с 1993 г. — председателем Верховного суда Микронезии, став первым гражданином страны на этом посту, поскольку его предшественник имел американское гражданство. Как председатель Верховного суда, входил в состав Тихоокеанского судебного Совета, и также являлся заместителем председателя Тихоокеанского Судебного исполнительного комитета Программы Развития.